# Coppa della Palestina 1975
La Coppa della Palestina 1975 (كأس فلسطين 1975) fu la terza edizione della Coppa della Palestina, competizione calcistica per nazionali organizzata dalla UAFA. La competizione si svolse in Tunisia dal 19 dicembre al 28 dicembre 1975 e vide la partecipazione di 12 squadre: Arabia Saudita, Egitto, Emirati Arabi Uniti, Iraq, Libia, Mauritania, Palestina, Siria, Somalia, Sudan, Tunisia e Yemen del Sud.
La UAFA organizzò questa competizione dal 1972 al 1977 e si giocarono tre edizioni (l'ultima del 1977 fu cancellata). La competizione apparentemente era la sostituta della Coppa araba durante la lunga interruzione che si è avuta tra il 1966 e il 1985, anche se i titoli non vengono conteggiati nell'albo d'oro di quest'ultima.

## Formula
- Qualificazioni

Nessuna fase di qualificazione. Le squadre sono qualificate direttamente alla fase finale.
- Fase finale

Fase a gruppi - 12 squadre, divise in quattro gruppi da tre squadre. Giocano partite di sola andata, le prime classificate si qualificano alle semifinali.
Fase a eliminazione diretta - 4 squadre, giocano partite di sola andata. La vincente si laurea campione UAFA.

## Squadre partecipanti
| Pr. | Squadra             | Data di qualificazione certa | Partecipante in quanto                                                                 | Partecipazioni precedenti al torneo | Ultima presenza |
| --- | ------------------- | ---------------------------- | -------------------------------------------------------------------------------------- | ----------------------------------- | --------------- |
| 1   | Tunisia             | -                            | Rappresentativa della nazione organizzatrice della fase finale e detentrice del titolo | 1 (1973)                            | Libia 1973      |
| 2   | Arabia Saudita      | -                            | Qualificata di diritto                                                                 | -                                   | Esordiente      |
| 3   | Egitto              | -                            | Qualificata di diritto                                                                 | 2 (1972, 1973)                      | Libia 1973      |
| 4   | Emirati Arabi Uniti | -                            | Qualificata di diritto                                                                 | 1 (1973)                            | Libia 1973      |
| 5   | Iraq                | -                            | Qualificata di diritto                                                                 | 2 (1972, 1973)                      | Libia 1973      |
| 6   | Libia               | -                            | Qualificata di diritto                                                                 | 2 (1972, 1973)                      | Libia 1973      |
| 7   | Mauritania          | -                            | Qualificata di diritto                                                                 | -                                   | Esordiente      |
| 8   | Palestina           | -                            | Qualificata di diritto                                                                 | 2 (1972, 1973)                      | Libia 1973      |
| 9   | Siria               | -                            | Qualificata di diritto                                                                 | 2 (1972, 1973)                      | Libia 1973      |
| 10  | Somalia             | -                            | Qualificata di diritto                                                                 | -                                   | Esordiente      |
| 11  | Sudan               | -                            | Qualificata di diritto                                                                 | -                                   | Esordiente      |
| 12  | Yemen del Sud       | -                            | Qualificata di diritto                                                                 | 2 (1972, 1973)                      | Libia 1973      |

Nella sezione "partecipazioni precedenti al torneo", le date in grassetto indicano che la nazione ha vinto quella edizione del torneo, mentre le date in corsivo indicano la nazione ospitante.

## Fase finale

### Fase a gruppi

#### Gruppo A

##### Classifica
| Pos | Squadra             | P.ti | G | V | N | P | GF | GS | DR |
| --- | ------------------- | ---- | - | - | - | - | -- | -- | -- |
| 1   | Iraq                | 3    | 2 | 1 | 1 | 0 | 6  | 1  | +5 |
| 2   | Tunisia             | 3    | 2 | 1 | 1 | 0 | 3  | 1  | +2 |
| 3   | Emirati Arabi Uniti | 0    | 2 | 0 | 0 | 2 | 0  | 8  | -8 |

Iraq qualificato alle semifinali.

##### Risultati
| Tunisi 19 dicembre 1975 | Tunisia | 3 – 0 | Emirati Arabi Uniti | Stadio olimpico di El Menzah |

| Tunisi 21 dicembre 1975 | Iraq | 5 – 0 | Emirati Arabi Uniti | Stadio olimpico di El Menzah |

| Tunisi 23 dicembre 1975 | Tunisia | 1 – 1 | Iraq | Stadio olimpico di El Menzah |

#### Gruppo B

##### Classifica
| Pos | Squadra        | P.ti | G | V | N | P | GF | GS | DR |
| --- | -------------- | ---- | - | - | - | - | -- | -- | -- |
| 1   | Egitto         | 4    | 2 | 2 | 0 | 0 | 7  | 1  | +6 |
| 2   | Yemen del Sud  | 2    | 2 | 1 | 0 | 1 | 1  | 5  | -4 |
| 3   | Arabia Saudita | 0    | 2 | 0 | 0 | 2 | 1  | 3  | -2 |

Egitto qualificato alle semifinali.

##### Risultati
| Tunisi 19 dicembre 1975 | Egitto | 5 – 0 | Yemen del Nord | Stadio olimpico di El Menzah |

| Tunisi 21 dicembre 1975 | Yemen del Nord | 1 – 0 | Arabia Saudita | Stadio olimpico di El Menzah |

| Tunisi 23 dicembre 1975 | Egitto | 2 – 1 | Arabia Saudita | Stadio olimpico di El Menzah |

#### Gruppo C

##### Classifica
| Pos | Squadra    | P.ti     | G        | V        | N        | P        | GF       | GS       | DR       |
| --- | ---------- | -------- | -------- | -------- | -------- | -------- | -------- | -------- | -------- |
| 1   | Siria      | 2        | 2        | 1        | 0        | 1        | 3        | 3        | 0        |
| 2   | Libia      | 2        | 2        | 1        | 0        | 1        | 3        | 3        | 0        |
| -   | Mauritania | Ritirato | Ritirato | Ritirato | Ritirato | Ritirato | Ritirato | Ritirato | Ritirato |

Siria qualificata alle semifinali.

##### Risultati
| Tunisi 21 dicembre 1975 | Siria | 3 – 2 | Libia | Stadio olimpico di El Menzah |

| Tunisi 23 dicembre 1975                  | Libia            | 1 – 0 | Siria | Stadio olimpico di El Menzah |
| \| \| \| \| \| \| Tiri di rigore – \| \| |                  |       |       |                              |
|                                          |                  |       |       |                              |
|                                          | Tiri di rigore – |       |       |                              |

#### Gruppo D

##### Classifica
| Pos | Squadra   | P.ti     | G        | V        | N        | P        | GF       | GS       | DR       |
| --- | --------- | -------- | -------- | -------- | -------- | -------- | -------- | -------- | -------- |
| 1   | Sudan     | 3        | 2        | 1        | 1        | 0        | 1        | 0        | +1       |
| 2   | Palestina | 1        | 2        | 0        | 1        | 1        | 0        | 1        | -1       |
| -   | Somalia   | Ritirato | Ritirato | Ritirato | Ritirato | Ritirato | Ritirato | Ritirato | Ritirato |

Sudan qualificato alle semifinali.

##### Risultati
| Tunisi 21 dicembre 1975 | Sudan | 0 – 0 | Palestina | Stadio olimpico di El Menzah |

| Tunisi 23 dicembre 1975 | Palestina | 0 – 1 | Sudan | Stadio olimpico di El Menzah |

### Fase a eliminazione diretta

#### Tabellone
|  | Semifinali | Semifinali | Semifinali |      |        | Finale          | Finale          | Finale          |  |
|  |            |            |            |      |        |                 |                 |                 |  |
|  | Egitto     | Egitto     | 3          |      |        |                 |                 |                 |  |
|  | Egitto     | Egitto     | 3          |      |        |                 |                 |                 |  |
|  | Sudan      | Sudan      | 1          |      |        |                 |                 |                 |  |
|  | Sudan      | Sudan      | 1          |      | Egitto | Egitto          | 1               |                 |  |
|  |            |            |            |      | Egitto | Egitto          | 1               |                 |  |
|  |            |            | Iraq       | Iraq | 0      |                 |                 |                 |  |
|  | Iraq       | Iraq       | Iraq       | Iraq | 0      | 4               |                 |                 |  |
|  | Iraq       | Iraq       |            |      |        | 4               |                 |                 |  |
|  | Siria      | Siria      | 0          |      |        | Finale 3º posto | Finale 3º posto | Finale 3º posto |  |
|  | Siria      | Siria      | 0          |      |        |                 |                 |                 |  |
|  |            |            |            |      |        |                 |                 |                 |  |
|  |            |            |            |      |        | Sudan           | Sudan           | 1               |  |
|  |            |            |            |      |        | Sudan           | Sudan           | 1               |  |
|  |            |            |            |      |        | Siria           | Siria           | 0               |  |

#### Semifinali
| Tunisi 26 dicembre 1975 | Egitto | 3 – 1 | Sudan | Stadio olimpico di El Menzah |

| Tunisi 26 dicembre 1975 | Siria | 4 – 0 | Iraq | Stadio olimpico di El Menzah |

#### Finale 3º posto
| Tunisi 28 dicembre 1975 | Sudan | 1 – 0 | Siria | Stadio olimpico di El Menzah |

#### Finale
| Tunisi 28 dicembre 1975 | Egitto | 1 – 0 (d.t.s.) | Iraq | Stadio olimpico di El Menzah |